# Miagrammopes luederwaldti
Miagrammopes luederwaldti är en spindelart som beskrevs av Cândido Firmino de Mello-Leitão 1925. 
Miagrammopes luederwaldti ingår i släktet Miagrammopes och familjen krusnätsspindlar. Inga underarter finns listade i Catalogue of Life.